# 김대유 (공무원)
김대유(金大猷, 1951년 7월 21일 ~ , 강원 동해)는 통계청 청장과 대통령비서실 경제정책수석비서관을 지낸 대한민국의 공무원이다.

## 학력
- 중동고등학교 졸업
- 서울대학교 무역학과 경제학 학사

## 경력
- 제18회 행정고등고시 합격
- 재정경제부 세제실 관세심의관
- 재정경제부 국민생활국장
- 재정경제부 경제정책국장
- OECD 대표부 공사
- 통계청장
- 대통령비서실 경제정책수석비서관
- 원익투자파트너스 부회장
- DB생명보험 사외이사
- KT이사회 이사
- 강원대학교 석좌교수
- 학교법인 광희학원 이사장
- 2018 ~ : 학교법인 중동학원 이사장

| 전임 오갑원 | 제9대 통계청장 2006년 8월 9일 ~ 2007년 8월 8일 | 후임 이창호 |